# Josef Maňák (kněz)
Josef Maňák (25. srpna 1950, Huslenky – 30. listopadu 2018, Třinec) byl český římskokatolický kněz, dlouholetý farář v Místku a papežský kaplan.
Po čtyřech letech studia na elektrotechnické fakultě Vysokého učení technického v Brně, které nedokončil, absolvoval dvouletou základní vojenskou službu a následně začal učit na učilišti Pozemních staveb. V roce 1976 založil v Hovězí folklórní soubor Hověžan, krátce nato přejmenovaný na Ovčák, a několik let ho také vedl. Od roku 1981 studoval Cyrilometodějskou bohosloveckou fakultu v Litoměřicích a 28. června 1986 přijal v Olomouci kněžské svěcení. Poté působil nejprve jako farní vikář v Místku, od roku 1988 vedl farnost Kozlovice a v roce 1990 byl také ustanoven děkanem Místeckého děkanátu. Roku 1991 se stal farářem v Místku, kde za dobu svého působení zajistil opravu řady kostelů. Dne 26. srpna 2006 jej papež Benedikt XVI. jmenoval kaplanem Jeho Svatosti.